# Volo Air Canada 189
Il volo Air Canada 189 era un volo passeggeri di linea nazionale da Toronto a Winnipeg, Canada. Il 26 giugno 1978, un Douglas DC-9 operante sulla rotta uscì di pista durante il decollo a causa di un'avaria meccanica al carrello d'atterraggio. Dei 107 a bordo, in due persero la vita.

## L'aereo
Il velivolo coinvolto era un Douglas DC-9-32, marche CF-TLV, numero di serie 47197, numero di linea 289. Volò per la prima volta nel 1968 e venne consegnato ad Air Canada nell'aprile dello stesso anno. Era spinto da 2 motori turboventola Pratt & Whitney JT8D-7A. Al momento dell'incidente, l'aereo aveva circa dieci anni e aveva accumulato 25 476 ore di volo.

## L'incidente
Durante il decollo, alle 8:15, uno degli pneumatici del Douglas DC-9-32 esplose e si disintegrò parzialmente, sparando pezzi di gomma nel meccanismo del carrello di atterraggio. Questo fece attivare nel cockpit l'allarme di "carrello non sicuro" che spinse il pilota ad interrompere il decollo. L'aereo, tuttavia, aveva già percorso due terzi della lunghezza della pista 23L e viaggiava a 154 nodi (285 km/h). Non potendo fermarsi prima della fine della pista, il DC-9 sfondò un terrapieno mentre viaggiava ancora a 60 nodi (110 km/h) e si fermò in un burrone nel fiume Etobicoke Creek. L'aereo si spezzò in tre parti, ma nonostante il pieno di carburante non prese fuoco. L'incidente era visibile dall'autostrada 401, che costeggia il lato sud dell'aeroporto.
L'aereo si distrusse. Due passeggeri persero la vita. Entrambi erano seduti nella parte anteriore nella fusoliera. Tutti gli altri 105 a bordo rimasero feriti.

## Le indagini
Le successive indagini individuarono molteplici cause dell'incidente. Gli investigatori raccomandarono un controllo più accurato degli pneumatici. Il pilota, Reginald W. Stewart, aspettò quattro secondi dopo l'accensione della spia prima di scegliere di interrompere il decollo; una decisione più immediata avrebbe evitato l'incidente. Gli investigatori criticarono anche il livello di addestramento dato ai piloti per effettuare una frenata di emergenza. Fu anche investigata la presenza del burrone alla fine della pista, ma niente venne fatto al riguardo. Questa incapacità di espandere la zona di sicurezza oltre l'aeroporto venne sollevata quando il volo Air France 358 finì nello stesso burrone 27 anni dopo.

## Conseguenze
Sebbene sia consuetudine per alcune compagnie aeree ritirare un numero di volo dopo un grave incidente, Air Canada continuò a utilizzare il volo 189 sulla sua rotta Ottawa-Vancouver per diversi anni. Il numero venne in seguito ritirato nel 2018.